# Sławków (stacja kolejowa)
Sławków – stacja kolejowa w Sławkowie, w województwie śląskim, w Polsce.

## Ruch pasażerski
| Rok  | Wymiana pasażerska na dobę |
| ---- | -------------------------- |
| 2017 | 20-49                      |
| 2018 | 20-49                      |
| 2019 | 20-49                      |
| 2020 | 20-49                      |
| 2021 | 20-49                      |
| 2022 | 100-149                    |
| 2023 | 100-149                    |

Stacja posiada trzy perony z czego tylko jeden (nr 2) jest używany. W marcu 2011 roku na peronie 2 została całkowicie odnowiona wiata.
Pod koniec lutego 2019 PKP Polskie Linie Kolejowe podpisały umowę na zaprojektowanie i wykonanie przebudowy stacji Sławków.

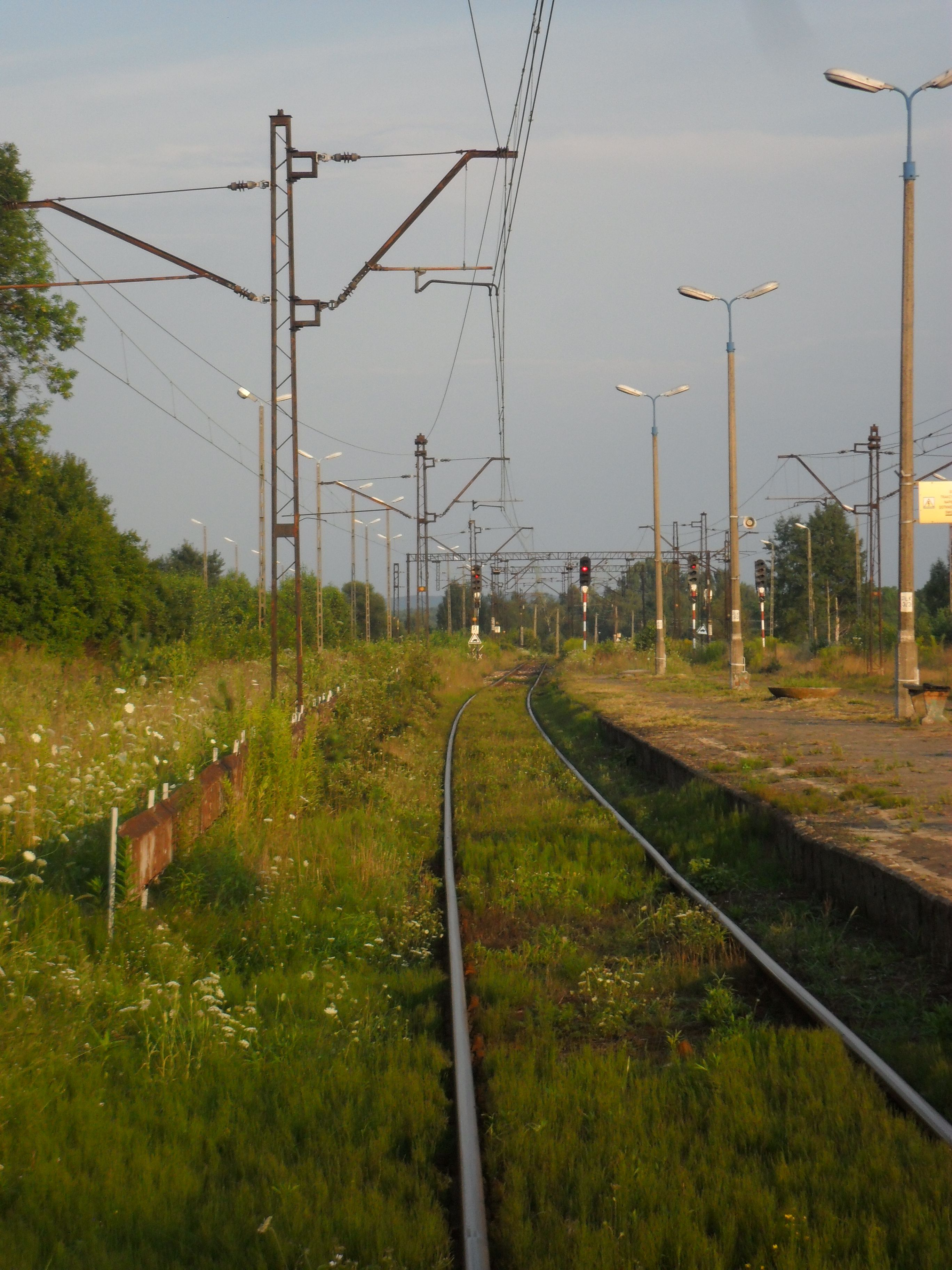
Tor główny zasadniczy na stacji Sławków widok w stronę przystanku Bukowno Przymiarki